# Sterling Heights
Sterling Heights é uma cidade do estado americano do Michigan, no Condado de Macomb.

## Geografia
De acordo com o United States Census Bureau, a cidade tem uma área de 95,3 km², onde 94,5 km² estão cobertos por terra e 0,7 km² por água.

## Demografia
Segundo o censo nacional de 2010, a sua população é de 83 089 habitantes e sua densidade populacional é de 1 371,97 hab/km². É a quarta cidade mais populosa do Michigan. Possui 52 190 residências, que resulta em uma densidade de 552,07 residências/km².